# IC 609
IC 609 је спирална галаксија у сазвјежђу Секстант која се налази на листи објеката дубоког неба у Индекс каталогу.
Деклинација објекта је - 2° 12' 51" а ректасцензија 10h 25m 35,4s. Привидна величина (магнитуда) објекта IC 609 износи 13,4 а фотографска магнитуда 14,2. IC 609 је још познат и под ознакама UGC 5641, MCG 0-27-9, CGCG 9-26, ARP 44, VV 354, PGC 30600.